# Физалис земляничный
Физалис опушённый или земляничный физалис (лат. Physalis pubescens) — вид цветковых растений семейства Паслёновые (Solanaceae). Известен под многими общими названиями, такими как «husk tomato», «low ground-cherry» и «hairy groundcherry» в английском языке, а также muyaca и capulí в испанском языке.

## Распространение
Произрастает в Северной и Южной Америке, включая южную половину Соединенных Штатов, Мексику и Центральную Америку. На других территориях произрастает как интродуцированный вид, а иногда и как сорняк. Адаптивен ко многим типам среды обитания, в том числе в нарушенных землях.

## Описание
Однолетнее травянистое растение с железистым, густо опушённым стеблем длиной до 60 см на максимальной высоте от стержневого корня. Овальные или сердцевидные листья имеют длину 3-9 см и обладают ровными или зубчатыми краями. Цветки, распускающиеся из пазух листьев, имеют колокольчатую форму и достигают около сантиметра в длину. Они желтые, с пятью темными пятнами внутри и пятью тычинками с синими пыльниками на концах. Пятилопастная чашечка чашелистиков у основания цветка увеличивается по мере развития плода, становясь вздутой, ребристой, похожей на фонарь структурой длиной в 2-4 см, который содержит ягоду.
Плоды можно собирать и выдерживать в течение нескольких недель для приготовления пирога или желе; незрелые плоды и зеленые части растения могут быть ядовиты, не имеет лекарственных свойств.

## Применение
Члены культуры Тоба-Пилага, проживающие в регионе Гран-Чако, употребляют фрукты в сыром виде. Дети Тоба-Пилага лопают плоды, когда они покрыты вздутой чашечкой, помещая ее на ладонь и ударяя по ней другой рукой, чтобы издавать звуки в рамках игр.